# 慕容渉
慕容 渉（ぼよう しょう、生没年不詳）は、五胡十六国時代の前燕の人物。昌黎郡棘城県の出身。前燕の皇帝慕容儁の子。

## 生涯
元璽3年（354年）4月、漁陽王に封じられた。
これ以後の事績は、史書に記されていない。

## 家系

### 父
- 慕容儁 - 字は宣英

### 兄弟
- 慕容曄 - 嫡長子、字は景先
- 慕容臧 - 庶長子
- 慕容暐 - 嫡次子で三男、字は景茂
- 慕容亮 - 字は永興
- 慕容温
- 慕容泓
- 慕容沖

### 姉妹
- 清河公主 - 苻堅にとついだ